# Jan Rabson
Jan Rabson (* 14. Juni 1954 in East Meadow, Hempstead, New York, Vereinigte Staaten; † 13. Oktober 2022 in Saltspring Island, British Columbia, Kanada) war ein US-amerikanisch-kanadischer Schauspieler und Synchronsprecher.

## Leben
Rabson war der Sohn von Sonia und Alex Rabson, einem Buchhalter; er hatte einen Bruder namens Froman. Jan Rabson war mit der Dialogregisseurin Cindy Akers verheiratet, mit der er zwei Söhne hatte: Adler Keane und Hayden Jace.
Nach seiner Schulzeit studierte er Theaterwissenschaften an der Long Island University und lernte nach seinem Abschluss sein Handwerk auf New Yorker Bühnen.
In den 1970er Jahren begann er seine mehr als 40 Jahre umfassende Karriere als Schauspieler und Synchronsprecher in Los Angeles. Im Jahr 2002 zog er mit seiner Familie nach British Columbia in Kanada, wo die Familie fortan auf Saltspring Island lebte – einem von Rabson geliebten Ort. Seit 2007 besaßen seine Familie und er die mehrfache Staatsbürgerschaft von Kanada und den Vereinigten Staaten.
Er verstarb im Alter von 68 Jahren an den Folgen eines Herzinfarkts. Er wurde von seiner Frau, seinen Söhnen und seinem Bruder überlebt.

## Karriere
Rabson begann bereits im Alter von fünfzehn Jahren kurze Lehrfilme für Bristol-Myers Squibb zu schreiben und zu produzieren. Einer seiner Filme, in dem er auch mitwirkte, wurde von einem Unterausschuss des US-Senats ausgezeichnet.
1977 kam er nach Los Angeles, mit dem Wunsch, vor der Kamera und als Synchronsprecher zu arbeiten. Während seiner ersten Jahre in Los Angeles spielte er Improvisationstheater an der Seite von Größen wie Phil Hartman, Edie McClurg, Robin Williams und Fred Willard. In den Jahren 1977 und 1978 war er Mitglied der „Groundlings“.
Eines seiner Vorbilder war der Synchronsprecher Mel Blanc. Rabson nahm Kontakt zu ihm auf und dieser verschaffte ihm seinen ersten Hollywood-Agenten. Zunächst arbeitete er in der Nachvertonung von Filmen und Fernsehserien (engl. ADR, Looper). 1980 hatte er dann seine erste Sprechrolle in der Zeichentrickserie Zukkoke Knight: Donderamancha und 1982 seine erste Rolle vor der Kamera als Charlie in einer Folge der Sitcom One Day at a Time.
In den 1990er Jahren wurde er Teil der Might Carson Art Players der Johnny Carson Show. Laut dessen Chefautor Andrew Nichols „[…] traute Johnny nicht vielen Leuten zu, in seinen Sketchen aufzutreten, aber wir wussten, dass Jan das nötige komödiantische Rüstzeug hatte, um mit einer Legende live auf der Bühne zu stehen und sich zu behaupten.“
Neben der Arbeit vor der Kamera war Rabson ein gefragter Synchronsprecher. Zwei seiner bekanntesten Sprechrollen waren die englische Version von Leisure Suit Larry aus der gleichnamigen Computerspielreihe sowie die Stimme von Tetsuo Shima in dem Animefilm Akira aus dem Jahr 1989. Er arbeitete unter anderem für Pixar, Disney, DreamWorks, Illumination Entertainment, Universal Pictures und Sony Entertainment.
Nach dem Umzug der Familie nach Kanada teilte er seine Arbeit zwischen Produktionen in Los Angeles und Vancouver auf. Zuletzt wirkte er 1999 als Sal in einer Folge der Fernsehserie Beverly Hills, 90210 vor der Kamera mit und 2021 als Synchronsprecher in Hallo Ninja. Bei einigen seiner Anime-Synchronisationen und seiner Arbeit vor der Kamera verwendete er den Namen Stanley Gurd, Jr.
Im deutschen Sprachraum wurde Rabson unter anderem von Christoph Banken, Michael Bideller, Günter Clemens, Werner Ehrlicher, Wolf Frass, Peter Harting, Erhard Hartmann, Gerhart Hinze, Michael Iwannek, Lennardt Krüger, Reinhard Kuhnert, Horst Lampe, Norman Matt, Joachim Richert, Karl Schulz, Jaecki Schwarz, Hans Sievers, Michael Telloke und Ulrich Voß synchronisiert.

## Filmografie (Auswahl)

### Darsteller
- 1982: One Day at a Time (Fernsehserie)
- 1982: The Facts of Life (Fernsehserie)
- 1982: Knight Rider (Fernsehserie)
- 1983: Cheers (Fernsehserie)
- 1984: After MASH (Fernsehserie)
- 1984: China Blue bei Tag und Nacht
- 1985: Hunter (Fernsehserie)
- 1985: American Drive-In
- 1986: What’s Happening Now! (Fernsehserie)
- 1987: Die besten Jahre (Fernsehserie)
- 1987: Eine verhängnisvolle Affäre
- 1987–1990: Harrys wundersames Strafgericht (Fernsehserie)
- 1988: Harrys Nest (Fernsehserie)
- 1989: NAM – Dienst in Vietnam (Fernsehserie)
- 1989: Knight & Daye (Fernsehserie)
- 1989: Mann muss nicht sein (Fernsehserie)
- 1989: Chaos hoch zehn (Just the Ten of Us; Fernsehserie)
- 1989: Chasing Dreams – Träume sind wie Staub im Wind (Chasing Dreams)
- 1990: Unser lautes Heim (Fernsehserie)
- 1991: Parker Lewis – Der Coole von der Schule (Fernsehserie)
- 1991: Howie and Rose (Fernsehfilm)
- 1993: The New WKRP in Cincinnati (Fernsehserie)
- 1996: Babylon 5 (Fernsehserie)
- 1996: Baywatch – Die Rettungsschwimmer von Malibu (Fernsehserie)
- 1996: Campus Cops (Fernsehserie)
- 1997: Zwei Singles im Doppelbett (Almost Perfect; Fernsehserie)
- 1999: Beverly Hills, 90210 (Fernsehserie)

### Synchronsprecher
- 1980: Zukkoke Knight: Donderamancha (Miniserie)
- 1981: Unico – Das phantastische Abenteuer eines Hörnchens (Unico)
- 1981: Mobile Suit Gundam 00
- 1982: Aladdin and the Wonderful Lamp (Arajin to maho no ranpu)
- 1983: Crusher Joe
- 1983: Unico in the Island of Magic (Uniko: Mahô no shima e)
- 1984: Die Zeit verrinnt, die Navy ruft
- 1984: Eine kleine Raupe in der großen Stadt (Katy, la oruga)
- 1984: TimeFighters (Time Bokan)
- 1984: TimeFighters in the Land of Fantasy (Time Bokan)
- 1985: Starchaser: The Legend of Orin
- 1985: Hoomania (Kurzvideo)
- 1986–1987: Alvin und die Chipmunks (Fernsehserie)
- 1987: G-Force: Guardians of Space (Fernsehserie)
- 1987: Wings of Honneamise
- 1987: Burakku Majikku M-66 (Black Magic; Video)
- 1987: Der weiße Hai – Die Abrechnung
- 1988: Die neue Yogi Bär Show (The New Yogi Bear Show; Fernsehserie)
- 1988: Akira
- 1988: Dinosaurs & Strange Creatures with Mr. Know-it-Owl (Kurzvideo)
- 1988–1989: Denver, der letzte Dinosaurier (Fernsehserie)
- 1990: Frühstück bei Ihr
- 1991: Where’s Waldo? (Where’s Wally?; Fernsehserie)
- 1991: Space Cats (Fernsehserie)
- 1991: James Bond Jr. (Fernsehserie)
- 1991–1993: Teenage Mutant Hero Turtles (Fernsehserie)
- 1992: Die Schöne und das Biest (Beauty and the Beast; Video)
- 1992: What’s Up Mom? (Fernsehfilm)
- 1992: The Honey Bunch (Fernsehfilm)
- 1992: Francis Xavier and the Samurai’s Lost Treasure (Kurzfilm)
- 1992–1993: The Pirates of Dark Water (Fernsehserie)
- 1993: T’was the Day Before Christmas (Kurzfilm)
- 1993: Bonkers, der listige Luchs von Hollywood
- 1993: Animaniacs (Kurzserie)
- 1993: All-New Dennis the Menace (Fernsehserie)
- 1994: Freds Weihnachtsshow (A Flintstones Christmas Carol; Fernsehfilm)
- 1994: School Daze (Fernsehfilm)
- 1994: Skeleton Warriors (Fernsehserie)
- 1994–1995: Creepy Crawlers (Fernsehserie)
- 1995: Toy Story
- 1995: T-Rex
- 1995: Black Jack (Miniserie)
- 1995: Street Fighter II V (Fernsehserie)
- 1995: Die schrägen Geschichten von Felix the Cat (The Twisted Tales of Felix the Cat; Kurzserie)
- 1996: Black Jack – The Movie (Burakku jakku)
- 1996: Der Glöckner von Notre Dame
- 1996: Die neuen Abenteuer von Jonny Quest (The Real Adventures of Jonny Quest; Fernsehserie)
- 1996: Familie Superschlau (Fernsehserie)
- 1997: Hercules
- 1997: Pinky und der Brain (Fernsehserie)
- 1998: Das große Krabbeln
- 1998–1999: Buttons & Rusty (Fernsehserie)
- 1999: Toy Story 2
- 1999: Juan Diego: Messenger of Guadalupe (Kurzvideo)
- 1999: Batman of the Future (Fernsehserie)
- 2001: Die Monster AG
- 2002: Die Liga der Gerechten (Fernsehserie)
- 2002: Rugrats (Fernsehserie)
- 2004: Barbie als die Prinzessin und das Dorfmädchen (Barbie as The Princess and the Pauper; Video)
- 2004: LeapFrog: Math Circus (Kurzvideo)
- 2004: All Grown Up – Fast erwachsen (Fernsehserie)
- 2005: A Fairy Tale Christmas (Fernsehfilm)
- 2006: Cars
- 2006: Ice Age 2 – Jetzt taut’s
- 2006: Es war k’einmal im Märchenland
- 2007: Könige der Wellen
- 2007: Betsy Bubblegum’s Journey Through Yummi-Land (Kurzvideo)
- 2007: Bratz: Super Babyz (Video)
- 2007: Edgar & Ellen (Fernsehserie)
- 2008: Horton hört ein Hu
- 2008: Ponyo: Das grosse Abenteuer am Meer
- 2008: Bratz (Fernsehserie)
- 2008–2012: Hooks unglaubliche Geschichten (Fernsehserie)
- 2009: Oben
- 2009: Wolkig mit Aussicht auf Fleischbällchen
- 2009: Playmobil: The Secret of Pirate Island (Video)
- 2010: Toy Story 3
- 2010: Bratz: Pampered Petz (Video)
- 2011: Quest for Zhu
- 2011: Toy Story Toons: Kleine Portion (Small Fry; Kurzfilm)
- 2011–2020: Superbuch (Fernsehserie)
- 2012: Der Lorax
- 2012: Salman the Persian (Kurzfilm)
- 2012: Before the Light (Kurzfilm)
- 2013: Die Monster Uni
- 2013: Ich – Einfach unverbesserlich 2
- 2015: Minions
- 2015: My Little Pony: Freundschaft ist Magie (Fernsehserie)
- 2016: Pets
- 2017: Ich – Einfach unverbesserlich 3
- 2020: Matthew and Ophelia’s Wonderful World of Fun (Fernsehserie)
- 2021: Hallo Ninja (Hello Ninja; Fernsehserie)
- Monsters, Inc. DVD Read-Along (Kurzvideo)

### Computerspiele
- 1992: Kris Kross: Make My Video
- 1993: Leisure Suit Larry 6: Reiß’ auf oder schieb ab!
- 1994: Freddy Pharkas, Frontier Pharmacist
- 1996: Leisure Suit Larry 7: Yacht nach Liebe!
- 1997: Disney’s Animated Storybook: 101 Dalmatians
- 1997: 101 Dalmatians: Escape from DeVil Manor
- 1998: Leisure Suit Larry’s Casino
- 1998: King’s Quest 8: Maske der Ewigkeit
- 1999: Thousand Arms
- 2000: Sacrifice
- 2002: Monsters, Inc. Scream Arena
- 2002: Star Wars: Bounty Hunter
- 2004: Leisure Suit Larry: Magna Cum Laude
- 2009: Toy Story Mania!
- 2010: Toy Story 3: The Video Game
- 2013: Leisure Suit Larry: Reloaded
- 2017: Thimbleweed Park
- 2018: Leisure Suit Larry: Wet Dreams Don’t Dry
- 2020: Leisure Suit Larry: Wet Dreams Dry Twice